# Kate (Vorname)
Kate [keɪt] ist ein weiblicher Vorname.

## Herkunft und Bedeutung
Kate wird oft als anglophone Kurzversion für die weiblichen Vornamen Catherine, Katharina und ähnliche gebraucht.

## Namensträgerinnen

### Cate
- Cate Blanchett (* 1969), australische Schauspielerin
- Cate Campbell (* 1992), australische Schwimmerin
- Cate Hall (* 1983), US-amerikanische Pokerspielerin
- Cate Shortland (* 1968), australische Autorin, Film- und Fernsehregisseurin

### Kate
- Kate Alexa (* 1988), australische Sängerin
- Kate Beckinsale (* 1973), britische Schauspielerin
- Kate Bosworth (* 1983), US-amerikanische Schauspielerin
- Kate Bush (* 1958), britische Sängerin, Pianistin und Songwriterin
- Kate Capshaw (* 1953), US-amerikanische Schauspielerin
- Kate Chopin (1850–1904), US-amerikanische Schriftstellerin
- Kate Gardiner (1885–1974), britische Bergsteigerin
- Kate Gentile (* um 1990), US-amerikanische Jazzmusikerin
- Kate Hall (* 1983), dänische Sängerin
- Kate Havnevik (* 1975), norwegische Singer-Songwriterin, auch als Kate Kobro bekannt
- Kate Hudson (* 1979), US-amerikanische Schauspielerin
- Kate Kelton (* 1978), US-amerikanische Schauspielerin
- Kate Middleton, Geburtsname von Catherine, Princess of Wales (* 1982), Ehefrau von Prinz William
- Kate Millett (1934–2017), US-amerikanische feministische Schriftstellerin und Aktivistin
- Kate Moss (* 1974), britisches Fotomodell
- Kate Mulgrew (* 1955), US-amerikanische Schauspielerin
- Kate Nash (* 1987), britische Sängerin, Texterin und Komponistin
- Kate Ryan (* 1980), belgische Sängerin
- Kate Sheppard (1847–1934), neuseeländische Sozialreformerin und Frauenrechtlerin
- Kate Trauman Steinitz, im Exil angenommener Name der deutschen Künstlerin und Bibliothekarin Käte Steinitz (1889–1975)
- Kate Thompson (* 1956), britische Schriftstellerin
- Kate Thompson (* 1959), irische Schauspielerin und Schriftstellerin
- Kate Victoria Tunstall (* 1975), britische Sängerin
- Kate Voegele (* 1986), US-amerikanische Sängerin
- Kate Walsh (* 1967), US-amerikanische Schauspielerin
- Kate Walsh (* 1983), britische Musikerin
- Kate Wilhelm (1928–2018), US-amerikanische Schriftstellerin
- Kate Winslet (* 1975), britische Schauspielerin
- Kate Yanai (* 1956), US-amerikanische Sängerin

### Kathe
- Kathe Koja (* 1960), US-amerikanische Schriftstellerin